# Scottish Third Division 1997/98
Die Scottish Football League Third Division wurde 1997/98 zum insgesamt vierten Mal unter diesem Namen ausgetragen. Es war zudem die vierte Austragung der Third Division als nur noch vierthöchste schottische Liga. In der vierthöchsten Fußball-Spielklasse der Herren in Schottland traten in der Saison 1997/98 10 Klubs in insgesamt 36 Spieltagen gegeneinander an. Jedes Team spielte jeweils viermal gegen jedes andere Team. Bei Punktgleichheit zählte die Tordifferenz.
Die Meisterschaft gewann Alloa Athletic, das sich gleichzeitig zusammen mit dem Tabellenzweiten FC Arbroath, die Teilnahme an der Second Division-Saison 1998/99 sicherte. Torschützenkönig mit 20 Treffern wurde Colin McGlashan vom FC Montrose.

## Vereine
| Verein                | Stadt              | Stadion         |
| --------------------- | ------------------ | --------------- |
| Albion Rovers         | Coatbridge         | Cliftonhill     |
| Alloa Athletic        | Alloa              | Recreation Park |
| FC Arbroath           | Arbroath           | Gayfield Park   |
| Berwick Rangers       | Berwick-upon-Tweed | Shielfield Park |
| FC Cowdenbeath        | Cowdenbeath        | Central Park    |
| FC Dumbarton          | Dumbarton          | Boghead Park    |
| FC East Stirlingshire | Falkirk            | Firs Park       |
| FC Montrose           | Montrose           | Links Park      |
| FC Queen’s Park       | Glasgow            | Hampden Park    |
| Ross County           | Dingwall           | Victoria Park   |

## Statistiken

### Abschlusstabelle
| Pl. | Verein                | Sp. | S  | U  | N  | Tore    | Diff. | Punkte |
| --- | --------------------- | --- | -- | -- | -- | ------- | ----- | ------ |
| 1.  | Alloa Athletic        | 36  | 24 | 4  | 8  | 078:390 | +39   | 76     |
| 2.  | FC Arbroath           | 36  | 20 | 8  | 8  | 067:390 | +28   | 68     |
| 3.  | Ross County           | 36  | 19 | 10 | 7  | 071:360 | +35   | 67     |
| 4.  | FC East Stirlingshire | 36  | 17 | 6  | 13 | 050:480 | +2    | 57     |
| 5.  | Albion Rovers         | 36  | 13 | 5  | 18 | 060:730 | −13   | 44     |
| 6.  | Berwick Rangers (A)   | 36  | 10 | 12 | 14 | 047:550 | −8    | 42     |
| 7.  | FC Queen’s Park       | 36  | 10 | 11 | 15 | 042:550 | −13   | 41     |
| 8.  | FC Cowdenbeath        | 36  | 12 | 2  | 22 | 033:570 | −24   | 38     |
| 9.  | FC Montrose           | 36  | 10 | 8  | 18 | 053:800 | −27   | 38     |
| 10. | FC Dumbarton (A)      | 36  | 7  | 10 | 19 | 042:610 | −19   | 31     |

Platzierungskriterien: 1. Punkte – 2. Tordifferenz – 3. geschossene Tore – 4. Direkter Vergleich (Punkte, Tordifferenz, geschossene Tore)
| Saison 1997/98 |

| Zum Saisonende 1996/97 |                                   |
| (A)                    | Absteiger aus der Second Division |